# Paul Poiret
Paul Poiret (Parijs, 20 april 1879 - aldaar, 28 april 1944) was een bekend Frans modeontwerper.
Hij werkte vanaf 1898 bij Jacques Doucet als tekenaar en van 1901 tot 1903 voor Charles Frederick Worth. Hij opende zijn eigen couturehuis in september 1903 en maakt dadelijk naam als ontwerper voor de comédienne Réjane. Hij liet zich voor jurkjes inspireren door de kimono en introduceerde variaties op de tulband als hoofdbedekking. Hij breidde zijn werkterrein uit naar huisdecoratie en parfums. In 1911 richtte hij de aparte firma Parfums de Rosine op, genoemd naar zijn oudste dochter. Daarmee was hij de eerste couturier met een eigen parfumlijn. Dat jaar richtte hij ook de Ateliers de Martine op, genoemd naar zijn tweede dochter, waar onder meer borduurwerk werd vervaardigd.
Poiret maakte dankbaar gebruik van de felgekleurde stofontwerpen van de Franse kunstenaar Georges Gimel. Zijn grootste rivaal in de modewereld was Coco Chanel. Poiret maakte met zijn felgekleurde creaties al eerder furore en noemde Chanels stijl misérable de luxe. Zij strafte op haar beurt zijn exotische collecties af door met een minimalistisch zwart avondjurkje te komen, een van Chanels bekendste ontwerpen.
Poiret stond bekend om zijn luxueuze levensstijl en hij was een kunstliefhebber. 
Zijn mode-imperium stortte in door de toenemende concurrentie van onder andere Chanel en Schiaparelli. In 1925 werd Poiret failliet verklaard.
Hij huwde in 1905 Denise Boulet die actief meewerkte aan zijn carrière. Ze hadden samen vijf kinderen.

## Trivia
- De Zwitserse textielkunstenares Elsi Giauque was in 1924 een tijdje actief in zijn atelier in Parijs.[2]

## Ontwerpen (selectie)

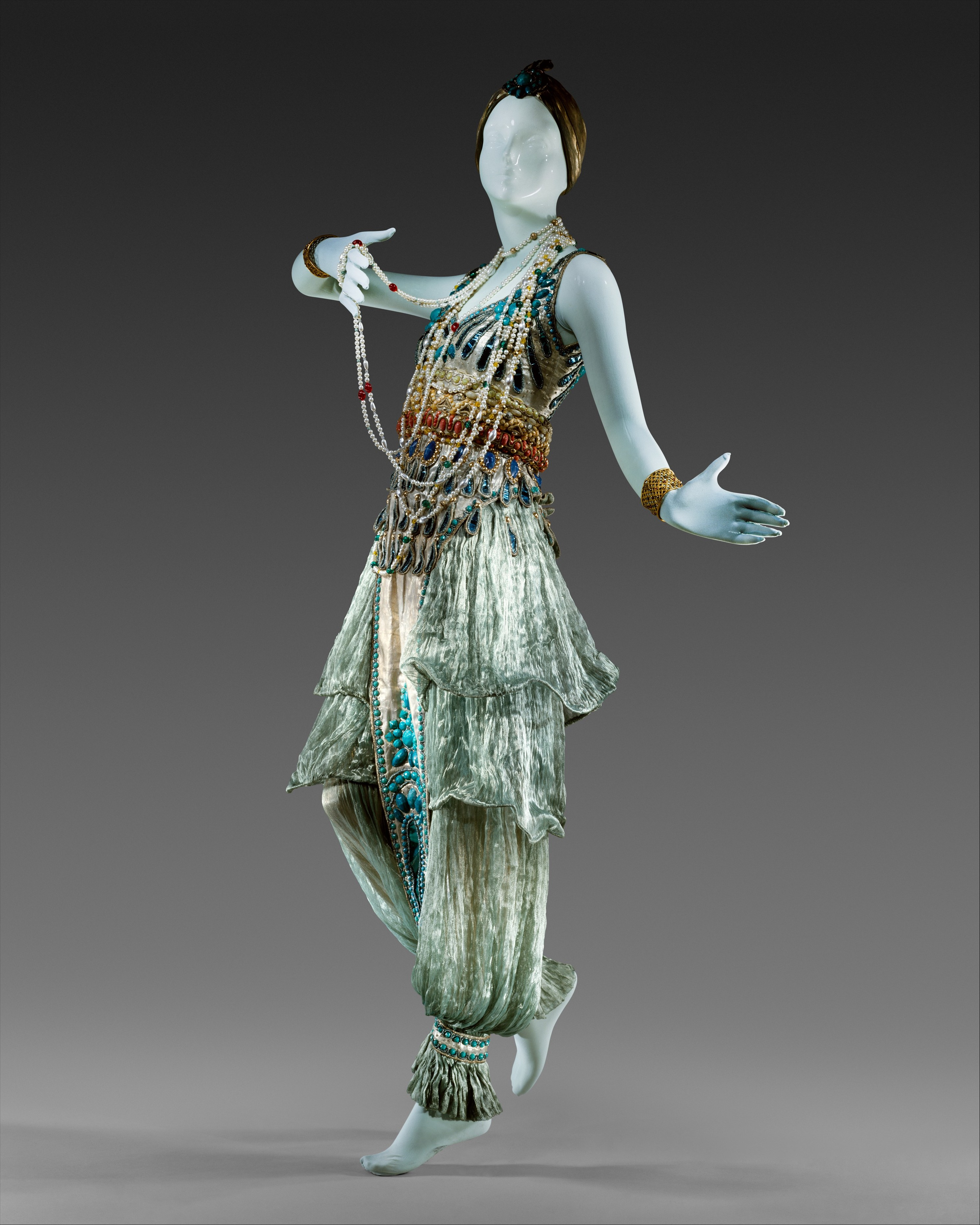
Avondjurk (metaal, zijde, katoen), 1911
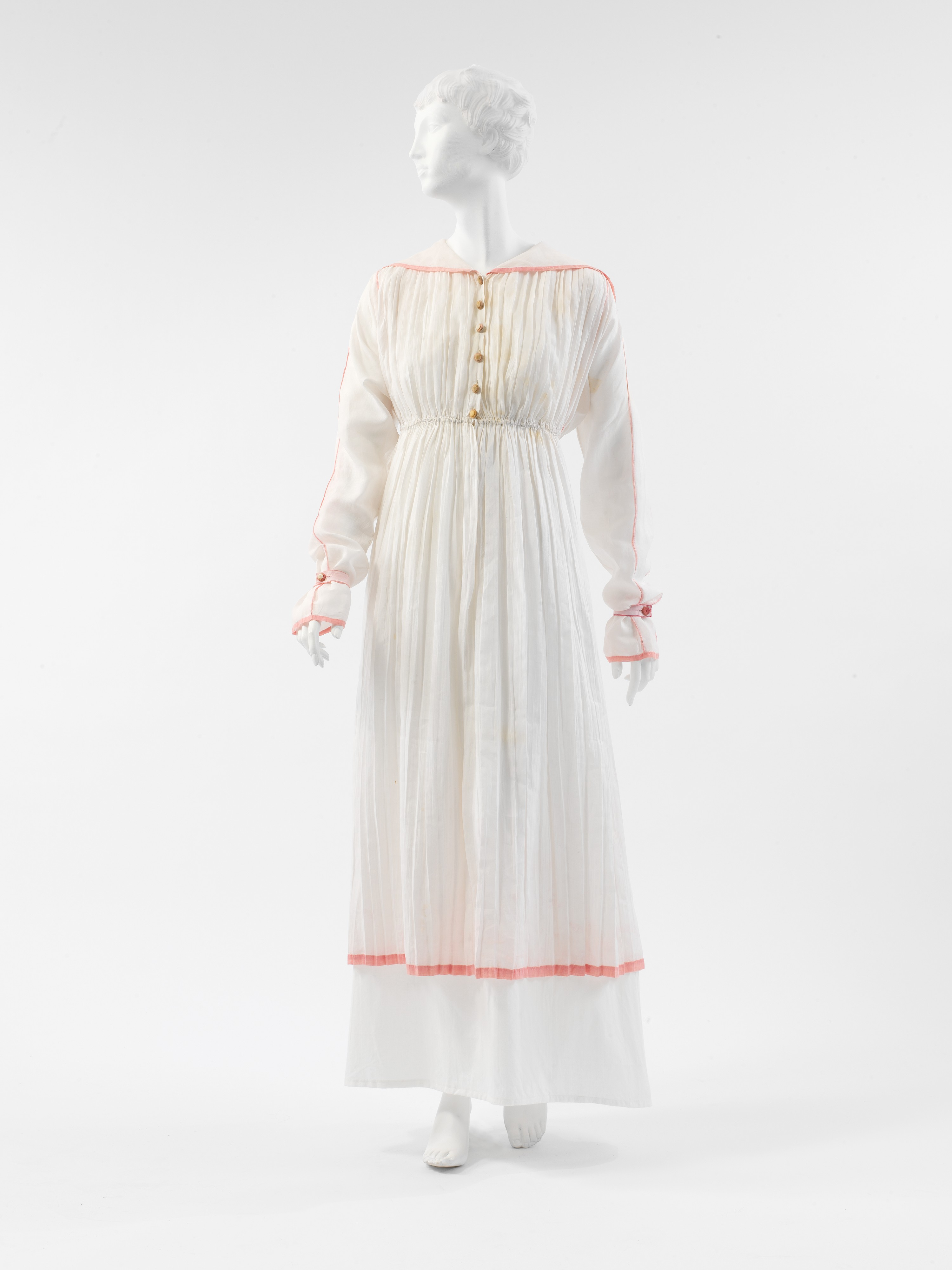
"Rosière", jurk (linnen), 1911
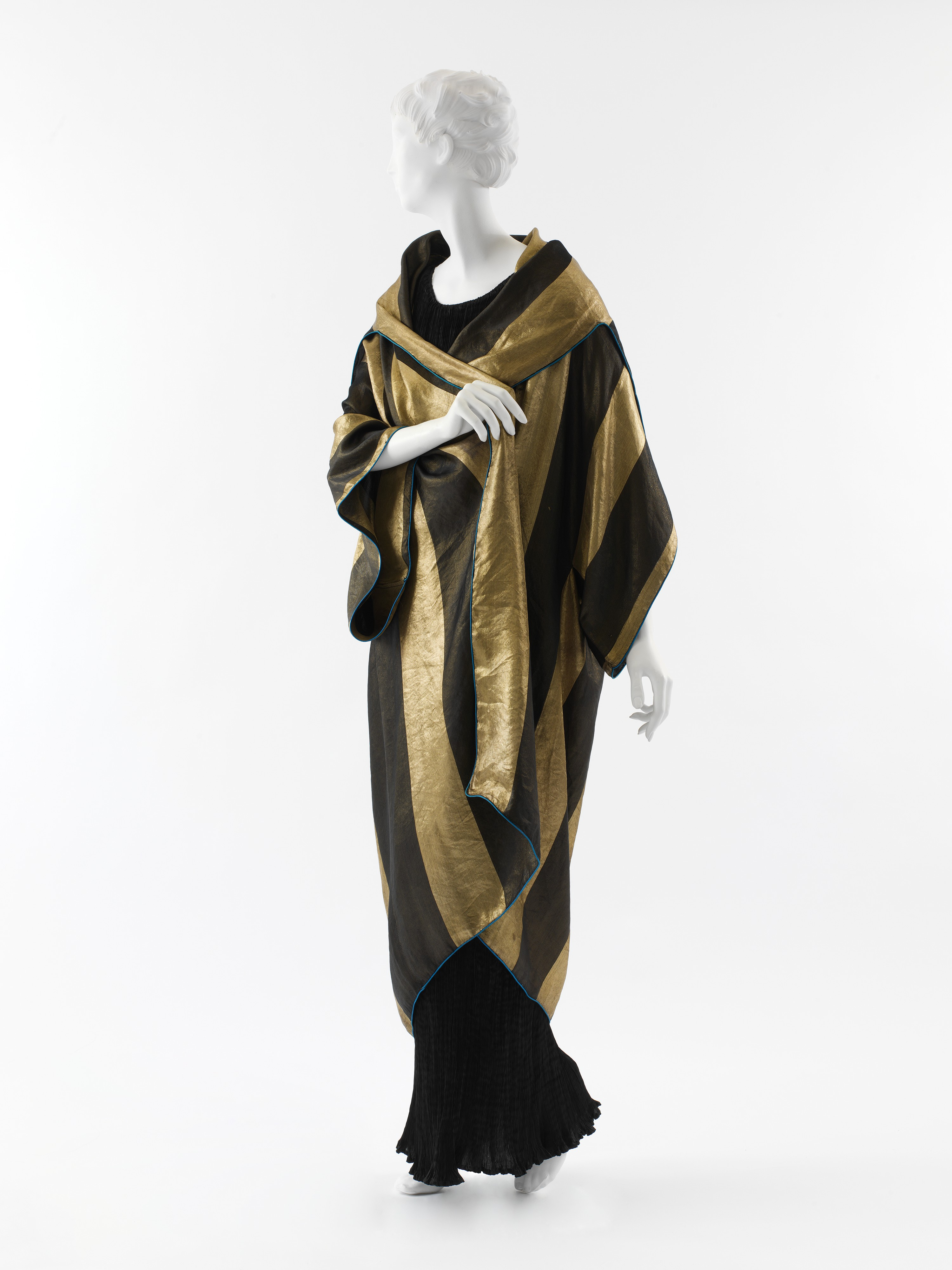
"Pré Catelan", jas (zijde, metaaldraden), 1919
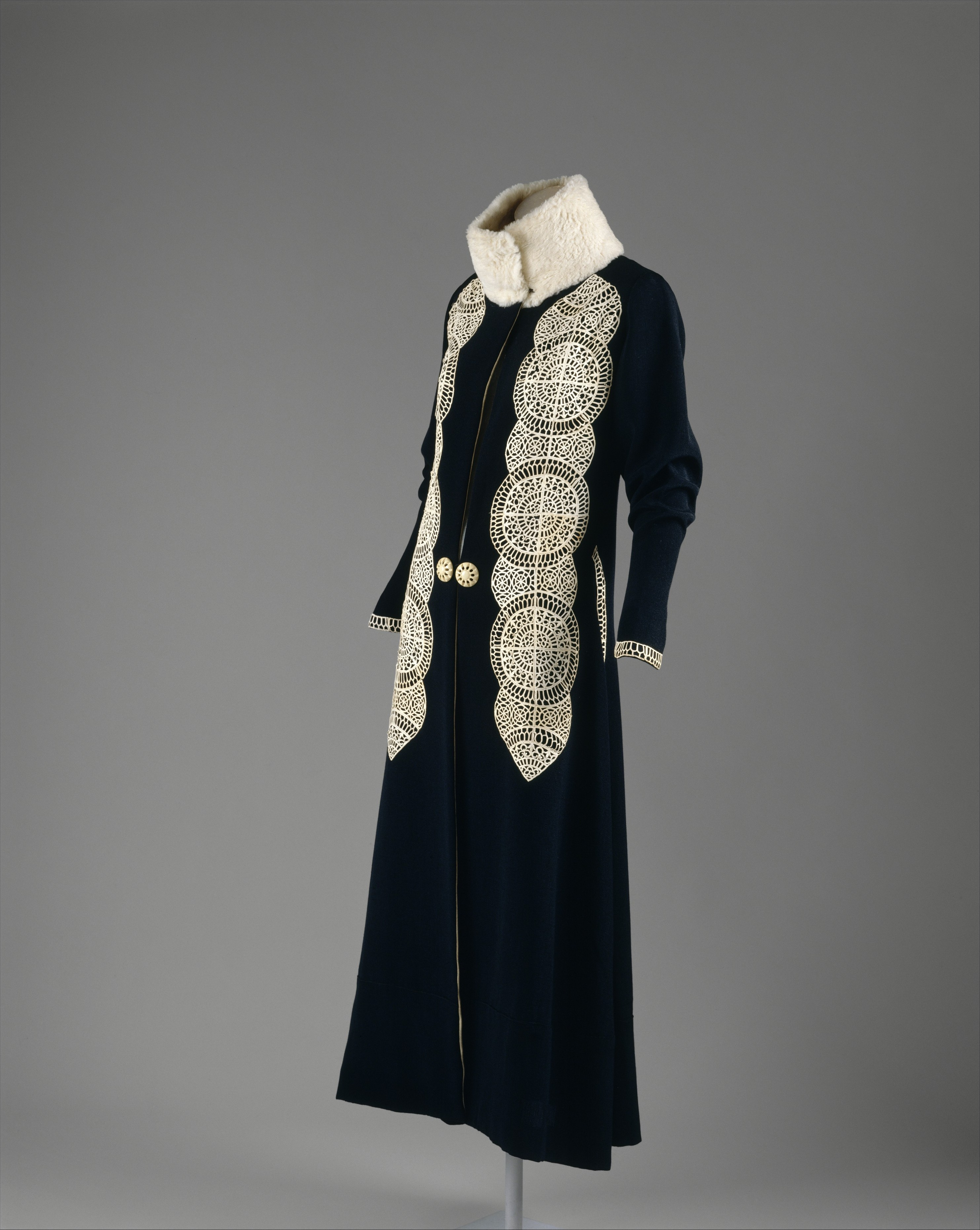
Jas (wol, zijde, leer en bont), 1919
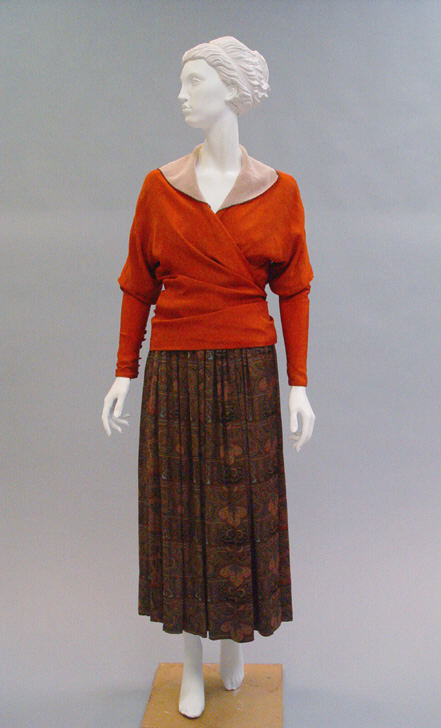
"Feuille d'automne", ensemble (zijde en bont), 1916
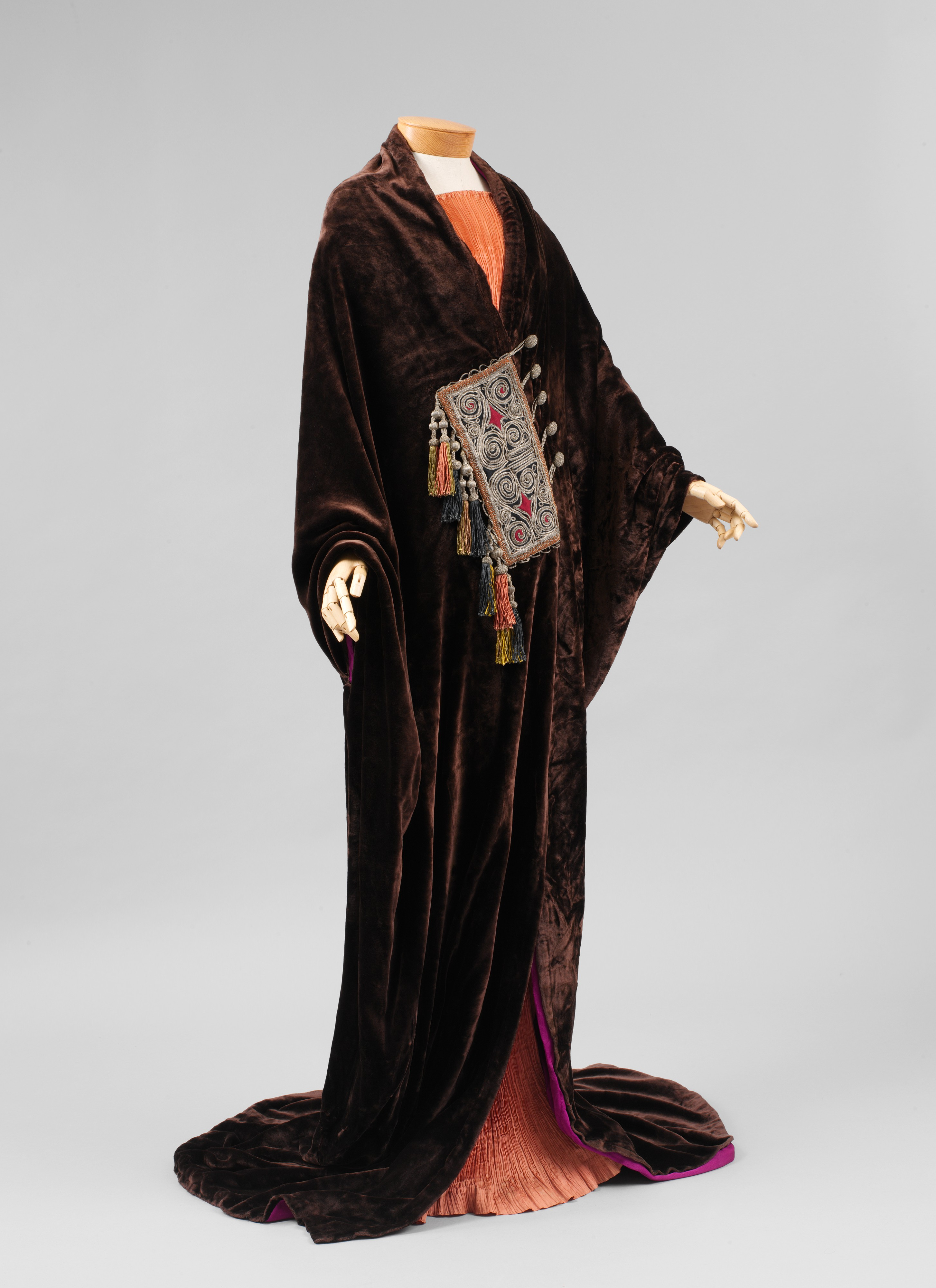
"Paris", jas (zijde, wol, metaaldraden), 1919
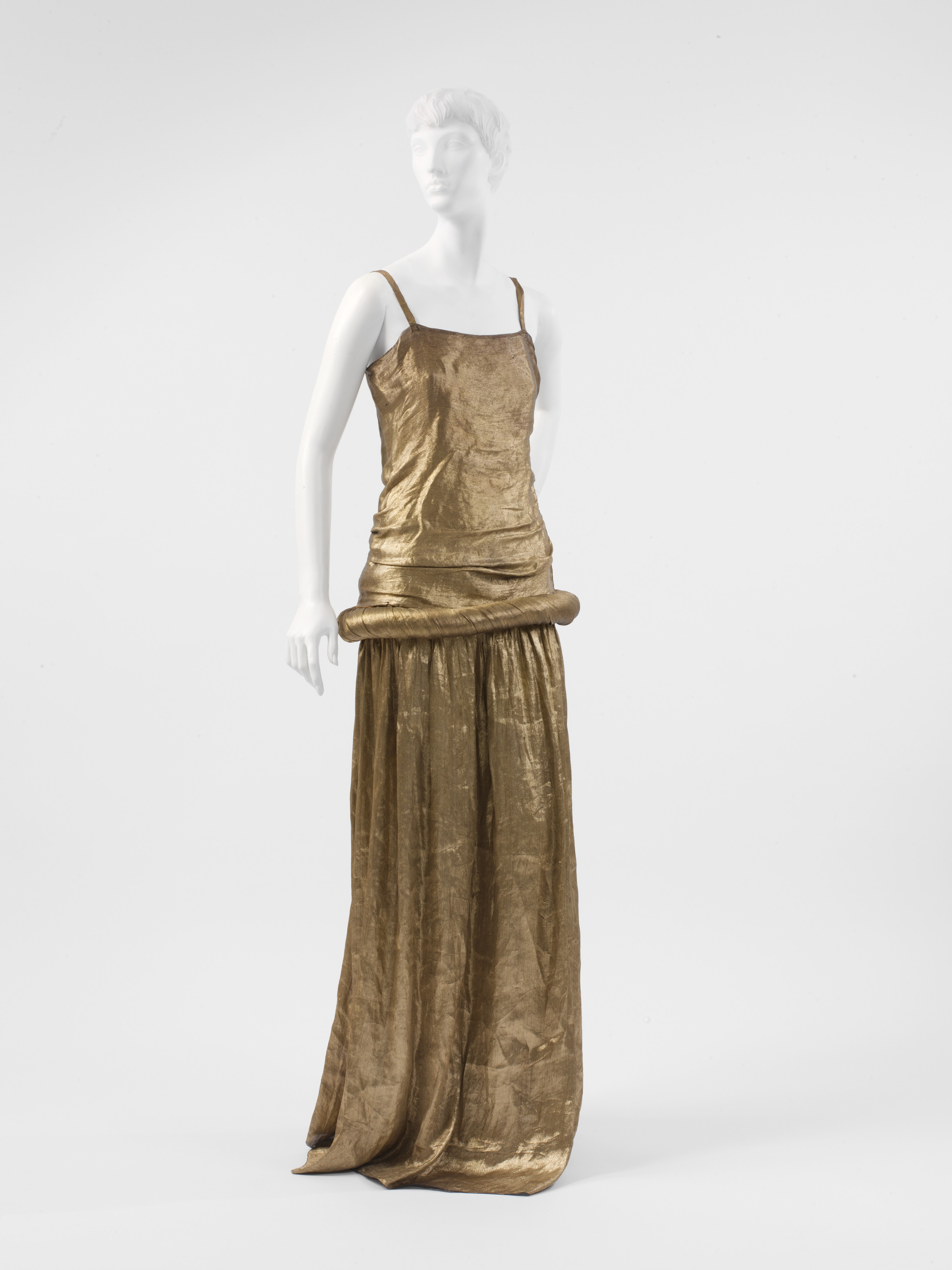
"Irudree", jurk (zijde, metallic), 1922
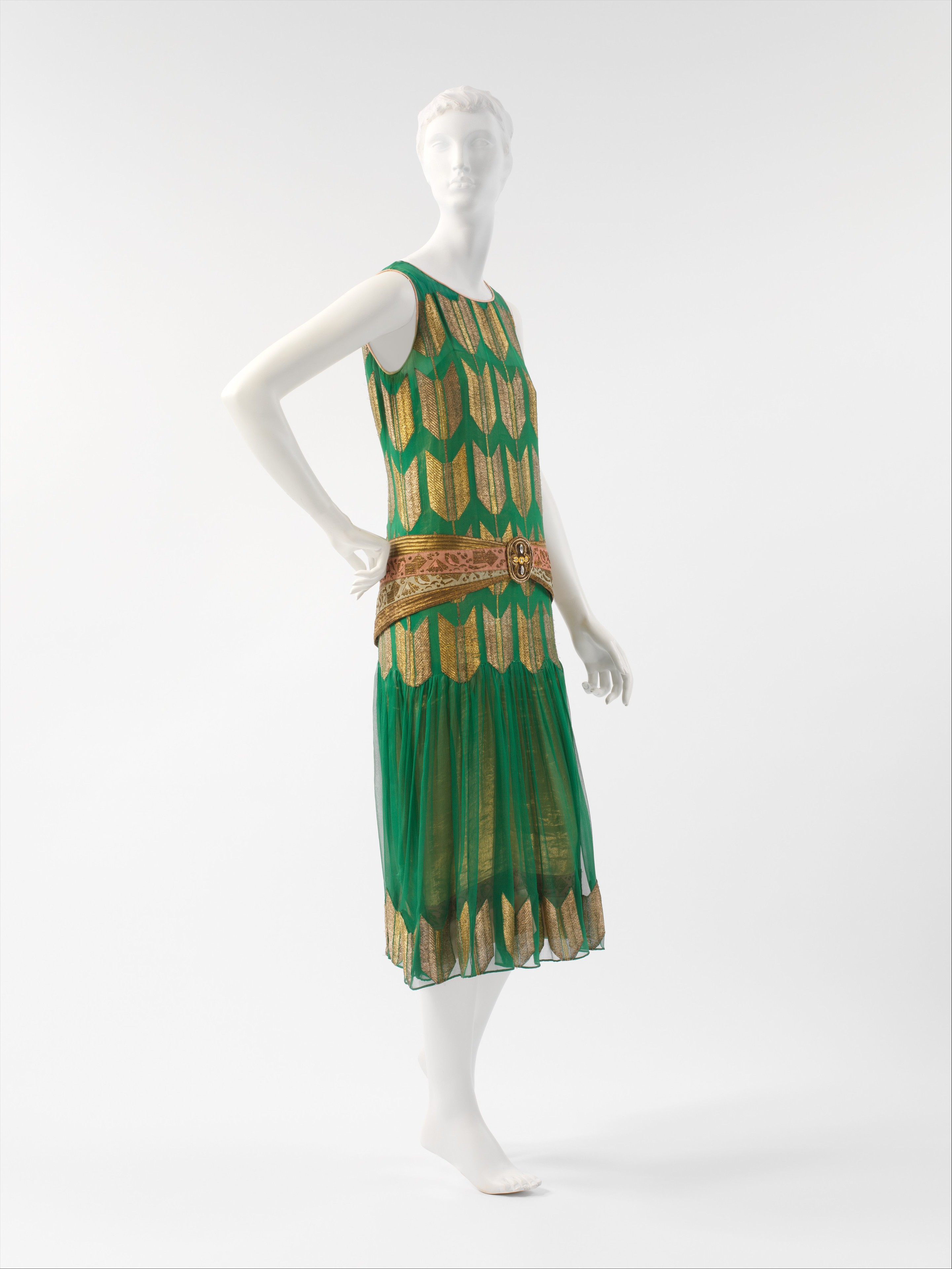
"Arrow of Gold", avondjurk (zijde met metaaldraden), 1925

## Opgenomen in collectie (selectie)
- Metropolitan Museum of Art, New York

- Biblioteca Nacional de España: XX1153889
- Bibliothèque nationale de France: cb119676860 (data)
- Catàleg d'autoritats de noms i títols de Catalunya: 981058508204206706
- CiNii: DA07663130
- Gemeinsame Normdatei: 118883801
- International Standard Name Identifier: 0000 0000 8158 6875
- Library of Congress Control Number: n79145484
- Nationale Bibliotheek van Letland: 000203343
- Bibliotheek van het Japanse parlement: 00453014
- National Gallery of Victoria: 27558
- Nationale Bibliotheek van Tsjechië: jo2014801652
- Nationale Bibliotheek van Israël: 987007277633305171
- Nederlandse Thesaurus van Auteursnamen: 070948623
- RKD-Nederlands Instituut voor Kunstgeschiedenis: 316670
- SNAC: w6d803sv
- Système universitaire de documentation: 027687597
- Union List of Artist Names: 500061001
- Virtual International Authority File: 79038853
- WorldCat: E39PBJjHhHtGJM6kbtrvybkFKd